# 푸로히타

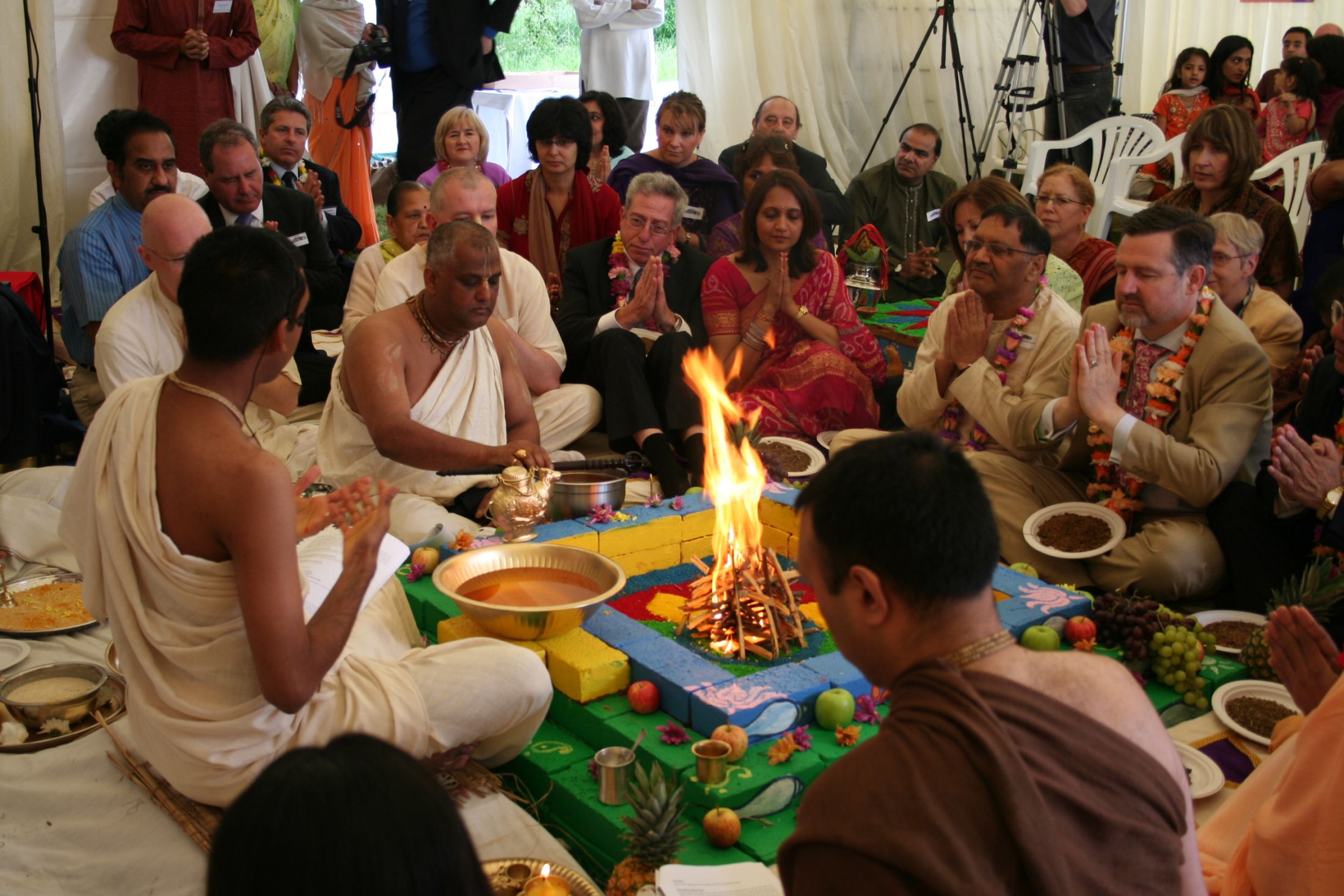
야즈나에 종사하는 푸로히타들.

푸로히타(산스크리트어: पुरोहित)는 힌두교 문맥에서 베다 신권 내의 담당사제 또는 가정 사제를 의미한다. 태국과 캄보디아에서는 왕실 담당사제를 가리킨다.

## 어원
푸로히타라는 단어는 "앞"을 의미하는 산스크리트어 푸라스와 "배치"를 의미하는 히타에서 파생된다. 이 단어는 또한 "사제"를 의미하는 판디트라는 단어와 동의어로 사용된다. 티르타 푸로히타는 신성한 강의 여울에 앉아 수천 년 동안 힌두 가족의 조상들의 기록을 유지해 온 푸로히타를 의미한다. 푸로히타는 가정 사제를 가리킬 수 있다.

## 교육
인도에서는 푸로히타가 되고자 하는 브라만 바르나 문맹자들이 촐라족과 팔라바족과 같은 왕조에 의해 역사적으로 유지된 담당사제를 훈련시키고 유지하기 위해 왕실 보조금으로부터 물려받은 아그라하람과 관련된 베다 학파에서 이론과 실제 모두 특별한 훈련을 받는다.
실제로 야즈나와 야가디 의식을 수행하려면 특별한 훈련이 필요하다. 이를 위해서는 베다에 대한 지식이 필요하다. 그 의례를 배우기 위해서는 유명한 사원에 궁중으로 자리를 잡아야 한다. 티루파티, 심하찰람 또는 차타푸람 아그라하람과 같은 사원은 야심 찬 푸로히타에게 지혜를 가르치기 위해 베다 학교를 운영한다. 더욱이 저명한 학자들의 제자로 합류함으로써 어떤 이들은 구루의 방식으로 이 교육을 배운다.
훈련은 필수 정규기도 또는 산드야반다남의 리듬을 따른다. 후보자는 먼저 비네스와라 푸자에서 교육을 받는다. 영창성과 설교도 포메이션의 일부이다. 이 초기 형성은 최소 1년이 걸린다. 그 후 다양한 통과의례나 쇼다샤 의식을 배우려면 5~8년이 더 걸린다.

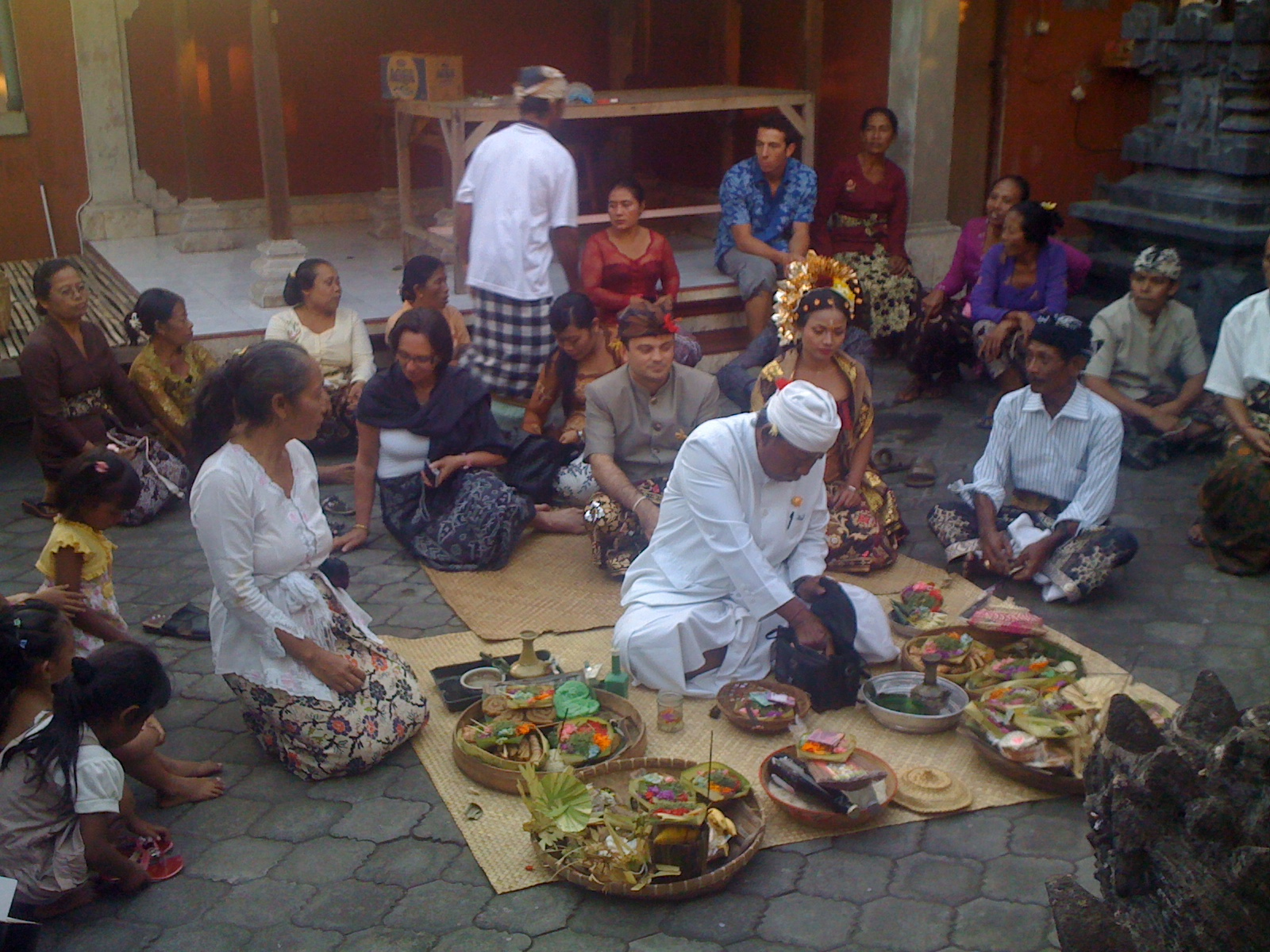
발리 결혼식에서 공연하는 푸로히타

## 역할
푸로히타의 임무는 후원자를 위해 의식이나 야즈나 및 아슈바메다와 같은 베다 공희를 수행하는 것이다.
베다 시대부터 희생의 후원자 또는 야즈나마나 단지 먼 참가자였으며 호트리 또는 브라만이 의식에서 대신했다. 이 두 번째 배치에서 푸로히타(문자 그대로 "앞에 배치된 사람")의 중요성이 커지는 기원이 있다. 푸로히타는 후원자의 이름으로 제물을 바쳤고 그를 위해 다른 국내(그리하) 의식도 수행했다.  푸로히타는 "그를 위해 목욕하거나 단식하는 정도까지" 그의 후원자를 위해 중재할 수 있으며, 어떤 면에서 푸로히타는 가족의 일원이 된다.
푸로히타는 전통적으로 왕조, 귀족 가문, 가족 집단 또는 마을과 관련된 세습 책임직이다. 1명의 푸로히타가 몇 가의 어떤 가계에 속해 있기 때문에, 1대 푸로히타의 임무를 신세대 사이에 분담하는 것은 때때로 갈등을 불러일으켰다. 그리하여 1884년에 그의 형이 권리를 다투던 세습 푸로히타는 인도 항소 민사 법원에서 손해 배상금과 수수료뿐만 아니라 그의 마을에서 직무를 수행할 권리를 부여받았다.

## 역사와 지리

### 인도

#### 기원
라자푸로히타는 왕족을 대신하여 의식을 수행하고 조언을 제공하는 사제를 일컫는 고대 용어였다. 이런 의미에서 그것은 라자구루와 동의어이다. 헤르만 쿨케와 디트마르 로데르문트는 "고대 문헌에는 그 당시 두 가지 이상형의 브라만이 있었다는 증거가 많다. 왕실 사제(라자푸로히타) 또는 조언자(라자구루)와 숲에 사는 현자(리쉬)였다. 구하는 자들에게만 그의 지혜를 나누어 주셨다."라고 주장했다. 그들은 일반적으로 라자스탄주, 우타르프라데시주, 비하르주, 자르칸드주, 우타라칸드주, 마디아프라데시주, 서벵골주, 구자라트주, 펀자브주, 하리아나주, 히마찰프라데시주에서 발견된다. 이러한 의미에서 이 용어의 현대적 사용은 수미트 사르카르에 의해 "자기 의식적인 고고학"으로 묘사되었다.
수다스 왕의 궁정에서 푸로히타의 직위를 놓고 베다 시대의 가장 유명한 두 고위 성직자인 바시슈타와 비슈바미트라 사이의 격렬한 경전 갈등은 그 당시 직위가 얼마나 중요한지 보여준다.

#### 쇠퇴

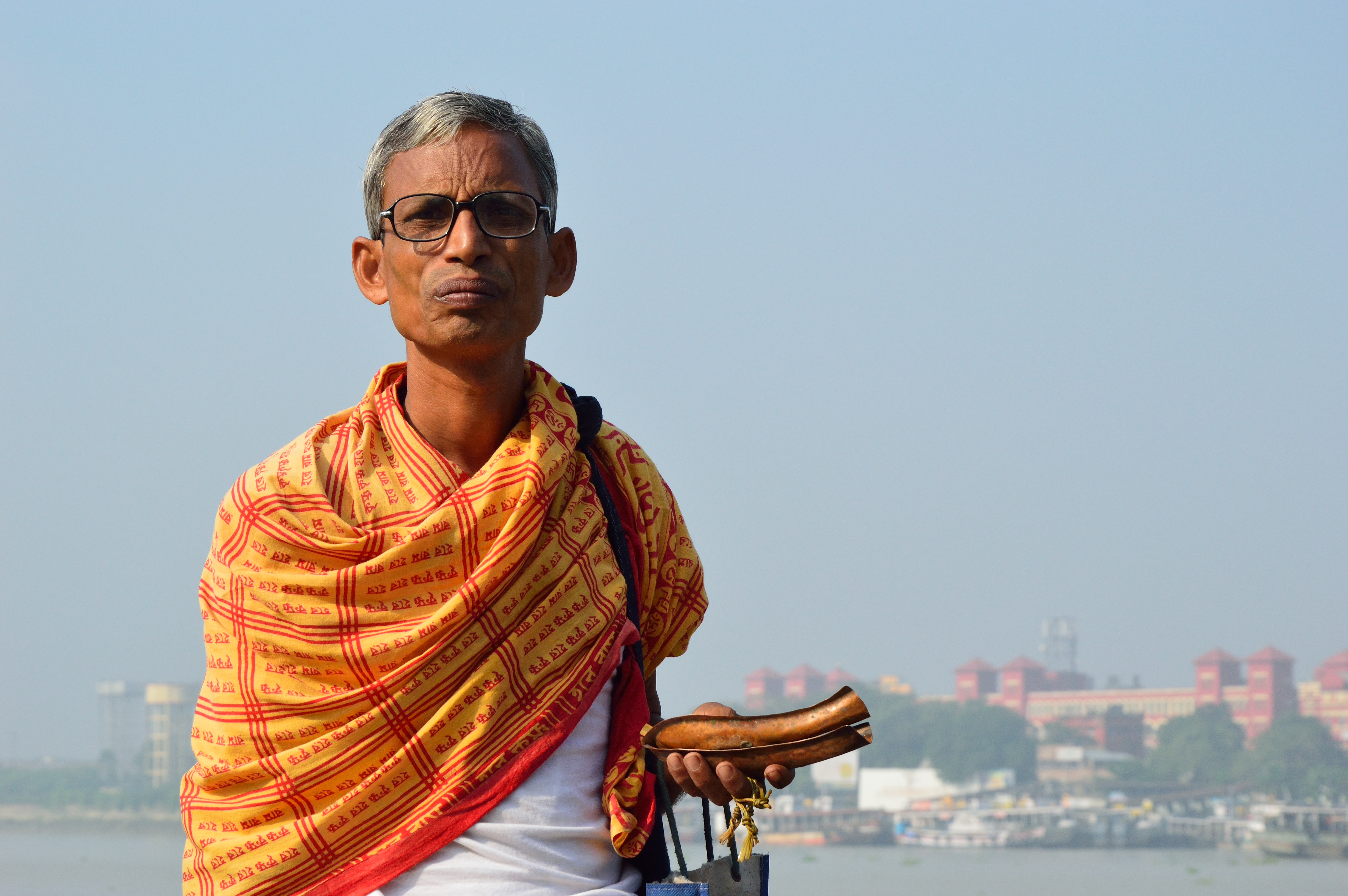
콜카타에 있는 티르타 푸로히타

푸로히타의 직책은 인도의 베다 시대에 큰 영예 중 하나였지만 19세기 말에는 무의미해졌다.
1970년대에 푸로히타는 "초보적인 종교 업무"로 축소되었다. 개인 소득의 손실과 함께 인도의 마하라자들은 왕족의 지위를 잃었고 왕실 담당사제로서의 푸로히타의 역할은 더욱 쇠퇴했다.
그러나 오늘날까지 파르리크는 자신들을 라자들과 마하라자들의 푸로히타 후손이라고 주장한다. 1990년대 이후 베다 사제직과 푸로히타의 역할을 갱신하려는 다양한 시도는 전통적인 베다 사원뿐만 아니라 벵골인이 벵갈 디아스포라에 의한 "뉴에이지 푸로히트 다르판"과 같은 새로운 운동에서 나왔다.

### 동남아시아
브라만은 왕정이 유지되었던 동남아시아 국가에서 여전히 왕실 담당사제로 봉사하고 왕실 의식을 거행한다.

#### 캄보디아
크메르 전설은 캄부자데사에 오는 자와 브라만들을 언급한다. 히란야다마라는 브라만은 거의 250년 동안 왕실 푸로히타의 지위를 존중한 시바카이발리야의 가족에게 탄트라 의식을 가르치기 위해 인도에서 파견되었다.
인도의 브라만 혈통과 크메르 왕조 사이의 유대는 결혼 유대로 강화되었다. 인도 브라만 아가츠야는 야소마티와 결혼했고 두바카라는 라젠드라바르만 왕의 딸인 인드라락쉬미와 결혼했다.
따라서 인드라바르마와 야소바르만 1세의 왕실 담당사제를 역임한 푸로히타인 시바소마는 자옌드라디파티바르만 왕의 손자이자 자야바르만 2세의 외삼촌이기도 했다. 시바소마는 시바에게 바쳐진 사원 산 형태의 힌두 사원인 앙코르의 프놈 바켕 건설을 감독했다.
또 다른 중요한 푸로히타로는 "캄보디아에 와서 시바의 호의를 얻기 위해" 인도를 떠난 브라만 시사르바즈나무니가 있다. 그는 " 시바파 부흥"을 주도한 자야바르만 8세의 푸로히타가 되었고, 자야바르만 7세의 기념물을 향한 우상 파괴 운동이 진행되었다.
브라만 의식은 크메르 루즈가 전복된 후 캄보디아에서 복원되었다.

#### 미얀마
미얀마의 브라만은 역사적으로 그들이 섬기는 왕의 미래에 대한 독서를 제공했다. 이들은 띠버왕의 폐위와 함께 군주제 폐지로 역할을 잃었지만, 점치는 일을 계속하고 있다.

#### 태국

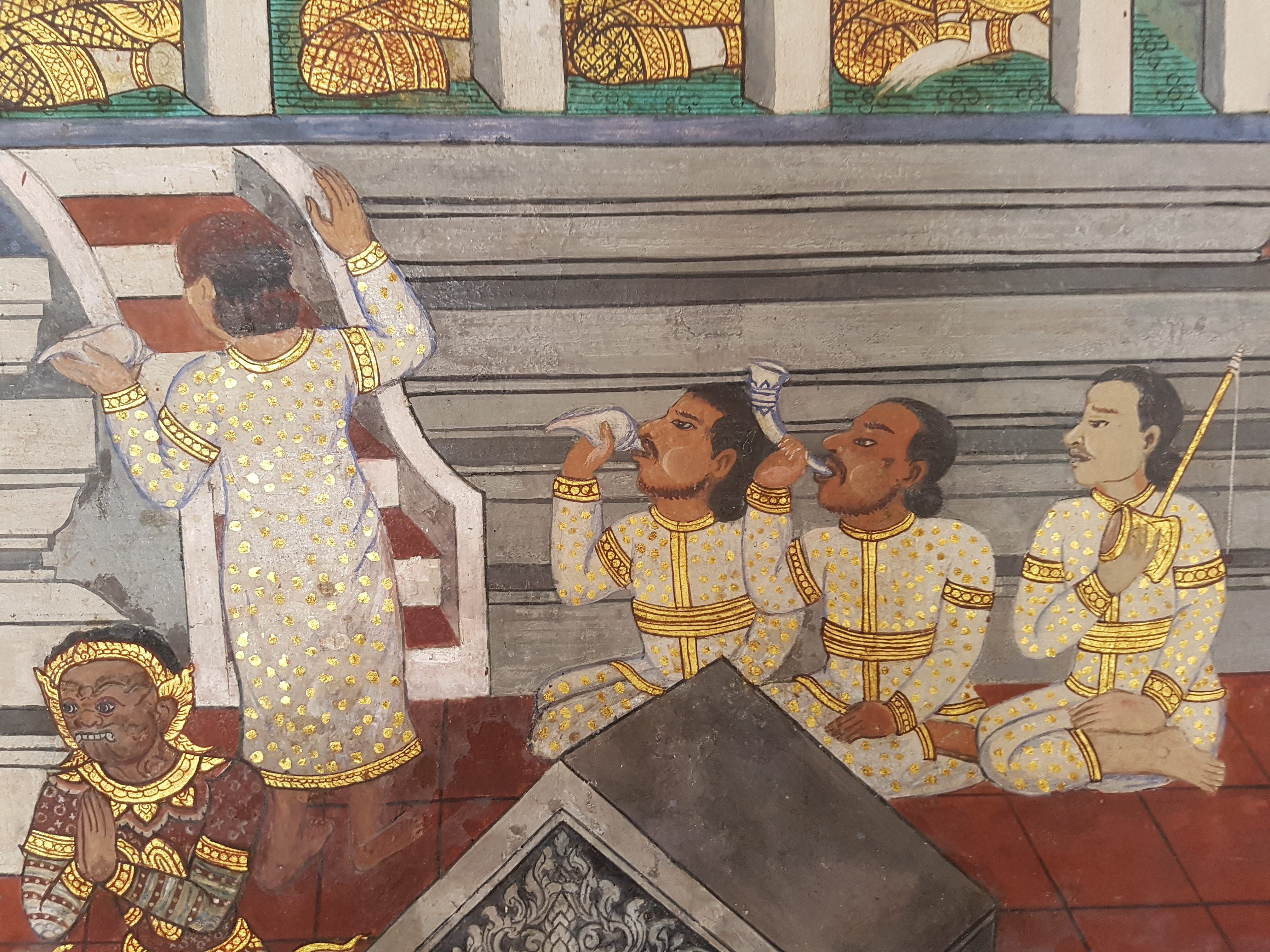
의식을 수행하는 왕실 브라만, 에메랄드 사원의 벽화

태국에는 브람 뢍(왕실 브라만)과 브람 차오 반(민속 브라만)이라는 두 개의 태국 브라만 민족 공동체가 있다. 태국의 모든 브라만 민족은 여전히 힌두교 신을 숭배하는 종교에 의한 불교도이다. 브람 뢍은 왕의 대관식을 포함하여 주로 태국 왕을 위한 왕실 의식을 수행한다. 그들은 타밀나두에서 유래한 태국의 브라만 가문의 오랜 혈통에 속한다. 브람 차오 반은 성직자의 혈통이 아닌 브라만의 범주이다. 일반적으로 이 브라만들은 의식과 예식에 대해 약간의 지식을 가지고 있다. 데바사탄은 태국 브라만 활동의 중심지이다. 이곳은 타밀 시바파 의식인 트리얌파와이 의식이 거행되는 곳으로, 지어진 지 200년이 넘었다. 이 외에도 최근에 태국으로 이주한 인도 출신의 인도 브라만도 있다.
궁정을 섬기고 데바사탄 사원에 거주하는 브라만들은 타밀나두의 라메스와람에서 온 것으로 여겨지지만 역사가 담롱 라자누바브 왕자는 나콘시탐마랏, 파탈룽 및 캄보디아 출신의 세 가지 브라만에 대해 언급했다.